# Liste du patrimoine mondial à Cuba
Cet article recense les sites inscrits au patrimoine mondial à Cuba.

## Statistiques
Cuba ratifie la Convention pour la protection du patrimoine mondial, culturel et naturel le 24 mars 1981. Le premier site protégé est inscrit en 1982. Le pays a connu 4 mandats au Comité du patrimoine mondial : 1987-1993, 1995-2001, 2005-2009 et 2015-2019.
En 2020, Cuba compte 9 sites inscrits au patrimoine mondial, 7 culturel et 2 naturels.
Le pays a également soumis 3 sites à la liste indicative, 1 culturel et 2 naturels.

## Listes

### Patrimoine mondial
Les biens cubains suivants sont inscrits au patrimoine mondial au début 2024. Les noms sont ceux utilisés par l'UNESCO.
| Id.  | Bien                                                                       | Province(s)                  | Année | Superficie (ha) | Critères et notes | Coordonnées | Illus. |
| ---- | -------------------------------------------------------------------------- | ---------------------------- | ----- | --------------- | --- | --- | ------ |
| 1270 | Centre historique de Camagüey                                              | Camagüey                     | 2008  | 54              | Culturel, (iv), (v) | 21° 22′ 44″ nord, 77° 55′ 08″ ouest |        |
| 1202 | Centre historique urbain de Cienfuegos                                     | Cienfuegos                   | 2005  | 70              | Culturel, (ii), (iv) | 22° 08′ 49″ nord, 80° 27′ 11″ ouest |        |
| 841  | Château de San Pedro de la Roca, Santiago de Cuba                          | Santiago de Cuba             | 1997  | 94}             | Culturel, (iv), (v) | 19° 58′ 01″ nord, 75° 52′ 16″ ouest |        |
| 839  | Parc national Alejandro de Humboldt                                        | Guantánamo, Holguín          | 2001  | 71 140          | Naturel, (ix), (x) | 20° 27′ nord, 75° 00′ ouest |        |
| 889  | Parc national Desembarco del Granma                                        | Granma                       | 1999  | 41 863          | Naturel, (vii), (viii) | 19° 52′ 59″ nord, 77° 37′ 59″ ouest |        |
| 1008 | Paysage archéologique des premières plantations de café du sud-est de Cuba | Guantánamo, Santiago de Cuba | 2000  | 81 475          | Culturel, (iii), (iv) Le bien comprend 7 sites distincts : - El Cobre - Dos Palmas Contramaestre - Yateras - El Salvador - Niceto Pérez - Guantánamo - La Gran Piedra (de) | 20° 04′ 01″ nord, 75° 55′ 01″ ouest 19° 58′ 59″ nord, 76° 04′ 01″ ouest 20° 12′ nord, 75° 09′ ouest 20° 12′ 34″ nord, 75° 13′ 52″ ouest 20° 07′ 37″ nord, 75° 20′ 31″ ouest 20° 08′ 17″ nord, 75° 12′ 22″ ouest 20° 00′ 40″ nord, 75° 37′ 37″ ouest |        |
| 460  | Trinidad et la vallée de Los Ingenios                                      | Sancti Spíritus              | 1988  |                 | Culturel, (iv), (v) Le bien comprend deux sites distincts pour la ville de Trinidad et la vallée de Los Ingenios | 21° 43′ 30″ nord, 79° 58′ 59″ ouest 21° 50′ 29″ nord, 79° 51′ 59″ ouest |        |
| 840  | Vallée de Viñales                                                          | Pinar del Río                | 1999  |                 | Culturel, (iv) | 22° 37′ 01″ nord, 83° 43′ 01″ ouest |        |
| 204  | Vieille ville de La Havane et son système de fortifications                | La Havane                    | 1982  | 239             | Culturel, (iv), (v) Le bien comporte 11 sites distincts : - La Habana Vieja - Fort El Morro - Forteresse de la Cabaña - Hornabeque de San Diego, fort n° 4 - Fort n° 1 - Tour de San Lázaro - Torreón de la Chorrera (es) - Castillo de Cojímar - Polvorín de San Antonio - Castillo de Atarés (es) - Castillo del Príncipe (es) | 23° 08′ 09″ nord, 82° 21′ 30″ ouest 23° 09′ 01″ nord, 82° 21′ 24″ ouest 23° 08′ 32″ nord, 82° 21′ 00″ ouest 23° 08′ 53″ nord, 82° 20′ 13″ ouest 23° 09′ 29″ nord, 82° 20′ 06″ ouest 23° 08′ 31″ nord, 82° 22′ 26″ ouest 23° 07′ 55″ nord, 82° 24′ 32″ ouest 23° 10′ 02″ nord, 82° 17′ 41″ ouest 23° 07′ 12″ nord, 82° 20′ 46″ ouest 23° 07′ 12″ nord, 82° 21′ 40″ ouest 23° 07′ 52″ nord, 82° 23′ 10″ ouest |        |

### Liste indicative
Les biens suivants sont inscrits sur la liste indicative de Cuba au début 2024. Les noms fournis par Cuba sont en anglais ou en espagnol : les traductions en français sont données ici à titre indicatif.
| Id.       | Bien                                                 | Province(s)                                                 | Année     | Critères et notes | Coordonnées | Illus. |
| --------- | ---------------------------------------------------- | ----------------------------------------------------------- | --------- | --- | --- | ------ |
| 6762      | L'aqueduc d'Albear (es)                              | La Havane                                                   | 2024      | Culturel, (i), (ii) Deux sites : bassin de Vento et réservoirs de Palatino. | 23° 01′ 41″ N, 82° 23′ 53″ O 23° 06′ 04″ N, 82° 22′ 55″ O</small<> |        |
| 6746      | Boutique française de Triolet (musée pharmaceutique) | Matanzas                                                    | 2024      | Culturel, (ii), (iii), (iv), (v), (vi) | 23° 02′ 49″ N, 81° 34′ 44″ O |        |
| 6745      | Campus central de l'université de La Havane          | La Havane                                                   | 2024      | Culturel, (ii), (iv), (vi) | 23° 08′ 10″ N, 82° 22′ 55″ O |        |
| 1798 6740 | Écoles nationales d'art, Cubanacán                   | La Havane                                                   | 2003 2024 | Culturel, (i), (ii), (iii), (iv), (v) La proposition est créée en 2003 ; en 2024, une deuxième proposition similaire est inscrite, sans que la première soit retirée. | 23° 05′ 17″ nord, 82° 26′ 53″ ouest |        |
| 6744      | El Vedado (es)                                       | La Havane                                                   | 2024      | Culturel, (ii), (iv), (vi) | 23° 07′ 52″ N, 82° 23′ 38″ O |        |
| 6749      | Parc national Caguanes (es)                          | La Havane                                                   | 2024      | Mixte, (iii), (vii), (viii), (x) | 22° 20′ 24″ N, 79° 07′ 44″ O |        |
| 1801 6750 | Parc national du marais de Zapata                    |                                                             | 2003 2024 | Naturel, (vii), (ix), (x) La proposition est créée en 2003 ; en 2024, une deuxième proposition similaire est inscrite, sans que la première soit retirée. | 22° 24′ 25″ nord, 81° 41′ 28″ ouest |        |
| 6747      | Santiago de Cuba, ses cadres historiques             | Santiago de Cuba                                            | 2024      | Culturel, (ii), (iv), (vi) La proposition comprend quatre sites : - Centre historique urbain et complexe monumental - Cimetière Santa Ifigenia - Système de fortifications et sites archéologiques sous-marins de la bataille navale de Santiago de Cuba - Paysage culturel d'El Cobre | 20° 01′ 17″ N, 75° 49′ 44″ O 20° 02′ 10″ N, 75° 50′ 20″ O 19° 58′ 05″ N, 75° 52′ 12″ O 20° 02′ 46″ N, 75° 57′ 07″ O |        |
| 6748      | Sites mémoriels de l'esclavage à Cuba                |                                                             | 2024      | Culturel, (ii), (iii), (v), (vi) La proposition comprend 8 sites : - Paysage culturel de la sierra del Rosario - Ruines de la plantation de café d'Angerona - Église Notre-Dame de Regla - Ruines du moulin à sucre d'Alejandría - Château de San Severino (es) - Ruines du moulin à sucre de Triunvirato - Ruines du moulin à sucre de Demajagua - Paysage culturel d'El Cobre | 22° 51′ 43″ N, 82° 55′ 41″ O 22° 50′ 56″ N, 82° 51′ 11″ O 22° 07′ 52″ N, 82° 20′ 10″ O 22° 49′ 05″ N, 82° 01′ 16″ O 23° 03′ 22″ N, 81° 33′ 32″ O 22° 55′ 52″ N, 81° 32′ 13″ O 20° 17′ 02″ N, 77° 17′ 02″ O 20° 17′ 02″ N, 77° 10′ 34″ O                                                           |        |
| 1802 6751 | Système corallien des Caraïbes cubaines              | Camagüey, Ciego de Ávila, Île de la Jeunesse, Pinar del Río | 2003      | Naturel, (vii), (x) Initialement proposé en 2003, le bien fait l'objet d'une seconde proposition quasiment identique en 2024, sans que la précédente ne soit retirée. Le bien comprend dix zones protégées : - Jardines de la Reina - Refuge de faune de Banco de Jagua (ceb) - Réserve écologique Este de Cayo Largo - Parc national des cayos Avalos, Cantiles (es) et Rosario - Réserve écologique Punta del Este - Parc national Punta Francés - San Felipe - Los Indios - Parc national de Guanahacabibes - Élément naturel remarquable Banco de San Antonio | 20° 48′ 58″ N, 78° 54′ 58″ O 21° 34′ 59″ N, 80° 39′ 58″ O 21° 37′ 59″ N, 81° 27′ 58″ O 21° 38′ 20″ N, 82° 14′ 10″ O 21° 30′ 54″ N, 82° 49′ 52″ O 21° 37′ 26″ N, 83° 11′ 13″ O 21° 42′ 32″ N, 82° 59′ 56″ O 21° 48′ 32″ N, 83° 12′ 07″ O 21° 58′ 01″ N, 84° 32′ 28″ O 22° 00′ 22″ N, 85° 02′ 02″ O |        |
| 6743      | Tropicana                                            | La Havane                                                   | 2024      | Culturel, (ii), (iv), (vi) | 23° 05′ 38″ N, 82° 25′ 08″ O |        |